# Real Ficção
Real Ficção, gelegentlich auch Realficção (portugiesisch für: Reale Fiktion), ist eine Filmproduktionsgesellschaft aus Portugal, die auch als Filmverleih und als DVD-Verlag wirkt. Die Gesellschaft wurde 1986 vom Dokumentarfilmer Rui Simões gegründet, 1999 kam die Produzentin Jacinta Barros dazu. Die Gesellschaft hat ihren Sitz in der Rua da Emenda, Hausnummer 26, im Chiado-Viertel in Lissabon. Real Ficção gehört zu den bedeutendsten Akteuren des Dokumentarfilms im Portugiesischen Kino und ist auch in einigen afrikanischen Ländern portugiesischer Sprache wie Mosambik, Kap Verde oder Guinea-Bissau ein filmischer Impulsgeber.
Real Ficção ist vor allem auf Produktion und Vertrieb von Dokumentarfilmen spezialisiert, darunter Sozialstudien und sozialkritische Milieustudien, Künstlerporträts, und Kulturdokumentation wie Tanzfilme, Musikfilme oder Theaterfilme, sowohl von Rui Simões selbst als auch von anderen Regisseuren. Ein Schwerpunkt sind dabei Filme dieser Thematiken aus Portugal, den afrikanischen Ländern portugiesischer Sprache und dem lusofonen Sprachraum allgemein. Einige davon veröffentlicht Real Ficção auch als DVD und vertreibt sie im Handel und über seine eigene Homepage.
Daneben richtet Real Ficção auch Veranstaltungen aus, darunter regelmäßige Filmschauen wie das Maio.Doc, eine alljährliche Dokumentarfilmwoche in der kapverdischen Stadt Mindelo, zusammen mit dem portugiesischen Kulturinstitut Instituto Camões, oder auch die Veranstaltungsreihe Cruzamentos Cinematográficos in Mosambik.

## Produzierte Filme (Auswahl)
Bisher produzierte Real Ficção über 80 Filme (Stand Mai 2022), vom abendfüllenden Dokumentarfilm bis zum Kurzfilm in Videotechnik. Eine Reihe Filme erhielt dabei verschiedene Filmpreise auf internationalen Filmfestivals, etwa Ilha da Cova da Moura, der beim IndieLisboa 2010, dem 5. Dockanema in Mosambik und der 34. Mostra Internacional de Cinema de São Paulo ausgezeichnet wurde. Real Ficção produzierte auch Dokumentarfilme für öffentliche Institutionen, etwa die Weltausstellung Expo 98 oder das Museum des portugiesischen Parlaments.
Es folgt eine chronologisch sortierte Auswahl:
- 1994: Trilhos, Regie: Rui Simões – über die Theatergruppe Teatro o Bando.
- 1998: Sit Silk And Tachai, Regie: Rui Simões – Dokumentarfilm über Händler im indischen Benares, einer von mehreren Filmen für die Expo 98
- 2004: Os Meus Espelhos, Regie: Rui Simões (auch DVD) – Spielfilm über eine Jugendliche, die an Anorexia nervosa leidet und mit Hilfe ihres Umfeldes langsam genesen kann
- 2005: Very Sentimental Show, Regie: Rui Simões (auch DVD) – Livekonzert der Gruppe Irmãos Catita.
- 2007: Adeus, Até Amanhã, Regie: António Escudeiro (auch DVD) – Porträt eines portugiesischen Retornado, der Jahrzehnte später sein unabhängiges Geburtsland Angola besucht.
- 2008: Ruas da Amargura, Regie: Rui Simões (auch DVD) – Dokumentarfilm über Obdachlose in Portugal und ihnen helfende Organisationen.
- 2010: Ilha da Cova da Moura, Regie: Rui Simões (auch DVD) – Porträt des Alltags im Problemviertel Cova da Moura am Rande Lissabons.
- 2010: Lisboa Domiciliária, Regie: Marta Pessoa (auch DVD) – Dokumentarfilm über die häusliche Pflege alter Menschen in Lissabon.
- 2010: Luz Teimosa, Regie: Luís Alves de Matos (auch DVD) – Film über den Künstler Fernando Lemos.
- 2011: Natália, a Diva Tragicómica, Regie: João Gomes – Filmbiografie der tragikomischen Sopranistin Natália de Andrade.
- 2011: Cartas de Angola, Regie: Dulce Fernandes (auch DVD) – Film über die Erinnerungen kubanischer Soldaten in Angola und aus Angola geflohener Portugiesen.
- 2011: Kolá San Jon é Festa di Kau Berdi, Rui Simões (auch DVD) – Dokumentation zum traditionellen kapverdischen Fest im Lissabonner Problemviertel Cova da Moura.
- 2011: Quem Vai à Guerra, Regie: Marta Pessoa (auch DVD) – Film über Frauen im Portugiesischen Kolonialkrieg.
- 2012: Guerra ou Paz, Regie: Rui Simões (auch DVD) – Film über Wehrpflichtige im Kolonialkrieg und vor jenem Krieg geflohene junge Männer.
- 2012: Bafatá Filme Clube, Regie: Silas Tiny (auch DVD) – Dokumentarfilm über den Filmvorführer im schon lange geschlossenen Kino in Bafatá (Guinea-Bissau).
- 2013: De Armas e Bagagens, Regie: Ana Delgado Martins (auch DVD) – Dokumentation über die hunderttausenden portugiesischen Flüchtlinge nach der Unabhängigkeit Angolas.
- 2013: Ole - António Ole, Regie: Rui Simões (auch DVD) – Porträt des angolanischen Künstlers António Ole.
- 2014: Alto Bairro, Regie: Rui Simões (auch DVD) – halbdokumentarischer Spielfilm über die besondere Geschichte des Lissabonner Bairro Alto.
- 2016: Ruy Guerra Conversa com Rui Simões, Regie: Rui Simões – Gespräch mit dem im damals portugiesischen Mosambik geborenen brasilianischen Regisseur Ruy Guerra.
- 2016: Entre Cenas, Regie: Rui Simões (auch DVD) – Dokumentarfilm über die Verfilmung von Eça de Queiroz Hauptwerk Os Maias durch João Botelho.
- 2019: Monólogos Com a História, Regie: Sol de Carvalho – Spielfilm des mosambikanischen Regisseurs über einen Kommandanten nach dem Bürgerkrieg Mosambiks.
- 2020: Casa Velha, Regie: César Pedro – Dokumentarfilm über eine vielfältige Künstlergruppe aus Nampula, die seit 25 Jahren in Nordmosambik existiert.
- 2021: A Casa de Dentro de Carlos Nogueira, Regie: Luís Alves de Matos – Dokumentarfilm über den Künstler Carlos Nogueira.